# 石川悅子
石川悅子（日语：石川 悦子，1965年5月22日—），日本女性配音員、演員。出身於東京都。Theatre Echo所屬。身高153cm。

## 演出作品

### 電視動畫
1992年
- 風中少女 金髮珍妮（克利斯）

1993年
- 熱血最強（火山洋二的姊姊）
- 勇者特急隊（記者）

1994年
- 勇者警察（尾上青空、岩木玲子）

1995年
- 秀逗魔導士（愛麗歇爾．布魯袞）

### OVA
1994年
- Wild 7（日语：ワイルド7）（澤口藤菜）

### 遊戲
1989年
- COBRA 黑龍王的傳說（日语：コブラ (PCエンジン)）

1991年
- COBRA II 傳說之男（レディ）

1998年
- （今井沙也加）

2000年
- 新世代機器人戰記2（日语：ブレイブサーガ2）（尾上青空）

2003年
- 白中探險社（日语：白中探険部）（賀茂理奈）

2005年
- 烏嚕嚕冒險戀遊記（日语：うるるんクエスト恋遊記）（落霞）
- 新世紀勇者大戰（日语：新世紀勇者大戦）（尾上青空）

### 外語配音
※作品依英文名稱及英文原名排序。

#### 電影
- 燈火闌珊處（英语：Around the Bend）（Katrina〈Glenne Headly 飾演〉）
- 四個千金兩個媽（英语：Big Business (1988 film)）（Hilda）
- 絳帳海堂春 (1992年電影)
- 747絕地悍將
- 魔鬼誕生 (2000年電影)
- 霓裳情挑（Linda〈Elizabeth Mitchell 飾演〉）
- 四海好傢伙
- 轟天炮2（Rika van den Haas〈Patsy Kensit 飾演〉）※影碟版。
- 精子也瘋狂（英语：Made in America (1993 film)）（Zora Mathews〈Nia Long 飾演〉）
- 布偶聖誕頌（英语：The Muppet Christmas Carol）（Belle〈Meredith Braun 飾演〉）
- 菜鳥霹靂膽（英语：The Rookie (1990 film)）（Sarah〈Lara Flynn Boyle 飾演〉）
- 修女也瘋狂（Mary Robert修女〈Wendy Makkena 飾演〉）
- 修女也瘋狂2：舊習難改（Mary Robert修女〈Wendy Makkena 飾演〉）
- 星艦迷航記VI：邁入未來
- 星際大戰5：帝國大反擊 ※朝日電視台版。
- 甜蜜的十一月（英语：Sweet November (2001 film)）
- 超狗任務（英语：Underdog (film)）

#### 電視影集
- 私人診所 (第5季)（Rose）

#### 動畫
- 棉花小兔（Moon）[3]
- 玩具總動員（Sid Phillips的母親）
- 玩具總動員2（女孩子）

### 廣播劇CD
- 勇者警察 CD推理劇場 「謎招待状 ～今真明時～」（尾上青空）

### 旁白
- NHK高校講座（日语：NHK高校講座）

## 外部連結
- Theatre Echo公式官網的團員資歷簡介 （页面存档备份，存于） （日語）